# Anička a její přátelé
Anička a její přátelé je kniha pro děti, kterou napsal Jan Ryska. Vyšla v roce 1960 ve Státním nakladatelství dětské knihy a ilustroval ji Václav Šprungl. Vypráví o děvčátku z města, které u dědečka a babičky na vesnici poznává přírodu a práci v zemědělství.
Roku 1962 vyšlo její pokračování s názvem Anička z I.A, na jehož námět vznikl film Anička jde do školy.